# SOJA (EP)
SOJA è il primo EP del gruppo musicale statunitenseSOJA, uscito nel 2000 e registrato con LION e FOX Studios a Washington.

## Tracce
1. Nuclear Bomb – 4:57
2. Zion Livity – 4:25
3. Freedom Time – 4:07
4. Watch Them – 4:57
5. Atomic Dub – 4:55
6. Livity Dub – 4:37
7. Makonnen Dub – 4:16
8. A Stray Dub – 4:48